# Basketeen
Basketeen is een polycyclische organische verbinding met als brutoformule C10H10. De officiële IUPAC-naam luidt: pentacyclo[4.4.0.02,5.03,8.04,7]dec-9-een.

## Synthese
Basketeen wordt gesynthetiseerd door isomerisatie van cyclooctatetraeen, gevolgd door een diels-alderreactie met maleïnezuuranhydride. De kooistructuur wordt gevormd door een cycloadditie en de dubbele binding wordt aangebracht door een saponificatie en een decarboxylering.

## Structuur
Basketeen is de gedehydrogeneerde vorm van basketaan. De naam is afgeleid van het Engelse basket, wat mand of korf betekent. Dit verwijst naar de ongewone vorm van de verbinding. Door de sterke afbuiging van de bindende atoomorbitalen en de dubbele binding, bezit de verbinding een grote ringspanning.